# Giuseppe Bianca
Giuseppe Bianca (Avola, 4 febbraio 1801 – Avola, 12 novembre 1883) è stato un botanico italiano.

## Biografia
Nacque da Corrado Bianca e Anna Molisina, in una famiglia benestante. Avviato agli studi umanistici e scientifici presso il convento dei Domenicani di Avola, proseguì seguendo studi di giurisprudenza, che abbandonò per riprendere e dedicarsi agli studi classici e poi scientifici.
La sua passione per la botanica nacque all'età di 33 anni quando era già un latinista ed un letterato stimato al punto da divenire socio dell'Accademia Gioenia di Catania. Per oltre vent'anni si impegnò in ricerche svolte nell'ambito del territorio avolese, tese ad approfondire la catalogazione di circa 800 varietà di mandorlo, oltre alle proprietà del carrubo e di molte altre piante e fiori locali. Anticipatore, per certi versi, del metodo positivo, collaborò con importanti antropologi, quali Giuseppe Pitrè.
Non a caso, come frutto dei suoi studi, pubblicò alcune monografie sul carrubo e sulla coltivazione del mandorlo in Sicilia nonché di una Flora dei dintorni di Avola (Catania, 1840).